# وو-تنگ کلن
وو-تِنگ کلن (به انگلیسی: Wu-Tang Clan) یا قبیله وو-تِنگ، یک گروه موسیقی سبک هیپ هاپ است. اعضای گروه به تدریج  در محل قدیمیشان کاپودونا به هم پیوستند اما آن‌ها در محله استیتن آیلند شهر نیویورک که توسط اعضای گروه از آن به عنوان "شائولین یاد می‌شود گروه را شکل دادند و در حال حاضر در آنجا مستقر هستند. با این وجود چند تن از اعضا اهل بروکلین و یکی از آن‌ها اهل برانکس است.
خیلی زود آن‌ها طرفداران زیادی به دست آوردند که وو-تنگ کلن طرفداران خود را با نام «زنبور های قاتل وو-تِنگ» می‌نامند. در سال ۲۰۰۸ سایت «About .com» آن‌ها را بهترین گروه رپ تاریخ نامید و نوشت: «هیچ گروهی در تاریخ هیپ هاپ نمی‌تواند با بی نظمی محضی که وو-تِنگ ایجاد کرد رقابت کند. این گروه همچنین شخصیت های بسیار زیادی داشت و هر کدام ویژگی های و سبک رپ کردن خودشان را داشتند. به این دلیل است که هیچ گروه دیگری نتوانست مثل وو-تِنگ بر بروی هیپ هاپ اثر بگذارد».
جُنگ اول آنها وو-تنگ کلن وارد می شود (۳۶ ایوان)  با تحسین و استقبال منتقدان روبرو شد و توانسته به نام یکی از بزرگترین و تاثیر گذارترین جُنگ این سبک بدل شود. درحال حاضر گروه ۸ عضو رسمی دارد اما در ابتدا با حضور اُل دُری بسترد که در سال ۲۰۰۴ به‌ دلیل بیش مصرفی بر روی کوکائین و ترامادول درگذشت، ۹ نفر بودند.

## منابع و پانویس

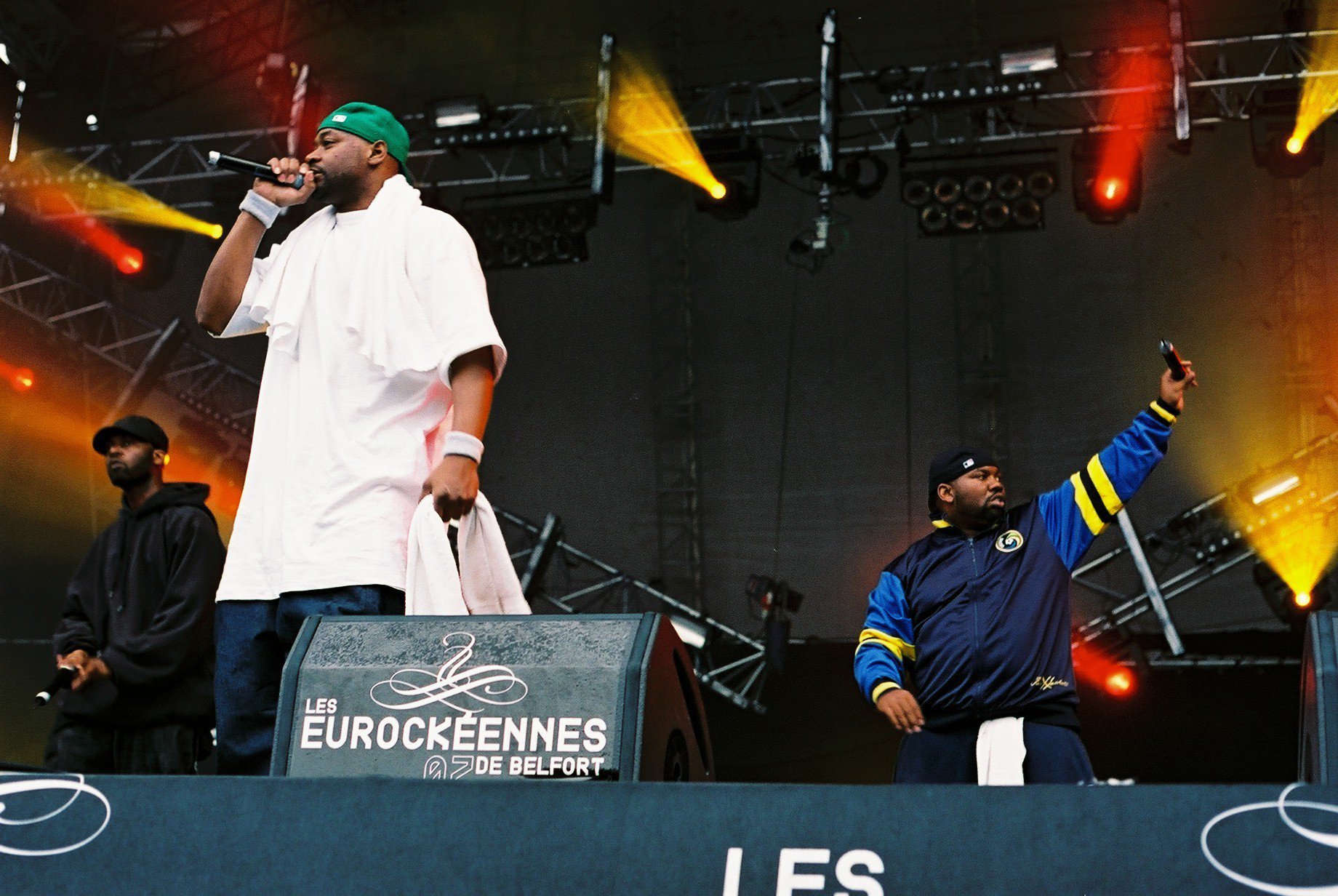
گروه وو تنگ

## ترانه شناسی
- وو-تنگ کلن وارد می شود (۳۶ ایوان) (۱۹۹۳)